# 喬克非鯽
喬克非鯽，為輻鰭魚綱䲁形目麗魚科的其中一種，也是天非鯽屬的唯一物種，被IUCN列為易危保育類動物，分布於非洲獅子山及賴比瑞亞的淡水流域，體長可達9.6公分，棲息在中底層水域，生活習性不明。

## 擴展閱讀
維基物種上的相關：喬克非鯽